# FK Olympic Tashkent
Der FK Olympic Tashkent ist ein usbekischer Fußballverein aus der Hauptstadt Taschkent. Aktuell spielt der Verein in der ersten Liga, der Uzbekistan Super League.

## Geschichte
Der Verein wurde 2021 gegründet und startete in der zweiten Liga, der Uzbekistan Pro League. Hier belegte man am Saisonende den dritten Tabellenplatz und qualifizierte sich für das Relegationsspiel. Hier trat man am 2. Dezember 2021 gegen den FK Mashʼal Muborak, dem zwölften der ersten Liga, an. Das Spiel wurde mit 3:0 gewonnen und man stieg in die erste Liga auf.

## Stadion
Der Verein trägt seine Heimspiele im JAR-Stadion in Taschkent aus. Das Stadion hat ein Fassungsvermögen von 8500 Personen.

## Saisonplatzierung
| Saison | Liga                    | Level | Platz | Usbekischer Fußballpokal |
| ------ | ----------------------- | ----- | ----- | ------------------------ |
| 2021   | Uzbekistan Pro League   | 2     | 3. ▲  | Viertelfinale            |
| 2022   | Uzbekistan Super League | 1     | 6.    |                          |

## Trainerchronik
| Trainer       | Nation              | von            | bis   |
| ------------- | ------------------- | -------------- | ----- |
| Timur Kapadze | Usbekistan Georgien | 1. Januar 2021 | heute |